# 第143師団 (日本軍)
第143師団（だいひゃくよんじゅうさんしだん）は、大日本帝国陸軍の師団の一つ。
太平洋戦争の末期、1945年（昭和20年）1月20日に帝国陸海軍作戦計画大綱が策定された結果、本土決戦に備えるべく急造が決定した54個師団の一つであり、そのうちの第一次兵備として2月28日に編成が命じられた16個の沿岸配備師団の一つである。

## 師団概要

### 師団長
- 鈴木貞次 中将：1945年（昭和20年）4月1日 - 終戦

### 参謀長
- 広瀬誠治 大佐：1945年（昭和20年）4月1日 - 終戦[1]

### 最終所属部隊
- 歩兵第409連隊（名古屋）：丹羽篤郎大佐
- 歩兵第410連隊（静岡）：松井利生大佐
- 歩兵第411連隊（岐阜）：森本辨三郎大佐
- 歩兵第412連隊（津）：笠原善修大佐
- 第143師団速射砲隊
- 第143師団噴進砲隊
- 第143師団輜重隊
- 第143師団通信隊
- 第143師団兵器勤務隊
- 第143師団野戦病院